# Hogna thetis
Hogna thetis är en spindelart som först beskrevs av Simon 1910.  Hogna thetis ingår i släktet Hogna och familjen vargspindlar.
Artens utbredningsområde är Principe. Inga underarter finns listade i Catalogue of Life.